# Bumbești-Pițic
Bumbești-Pițic là một xã thuộc hạt Gorj, România. Dân số thời điểm năm 2002 là 2565 người.